# Специални функции
Специалните функции в анализа са широк клас от функции, които не могат да се изразят чрез елементарни функции, с редица приложения в математиката и сродните науки. Специалните функции, най-често, се дефинират с интеграли и редове. Типични представители са гама- и бета- функциите, елиптичните функции, дзета-функцията на Риман и функциата на Ларанж, както и техните производни, логаритми и непълните специални функции. Специалните функции възникват още и като решения на някои диференциални уравнения, например функциите на Бесел и комплексните тригонометрични и епилептични функции.